# Zapórogo

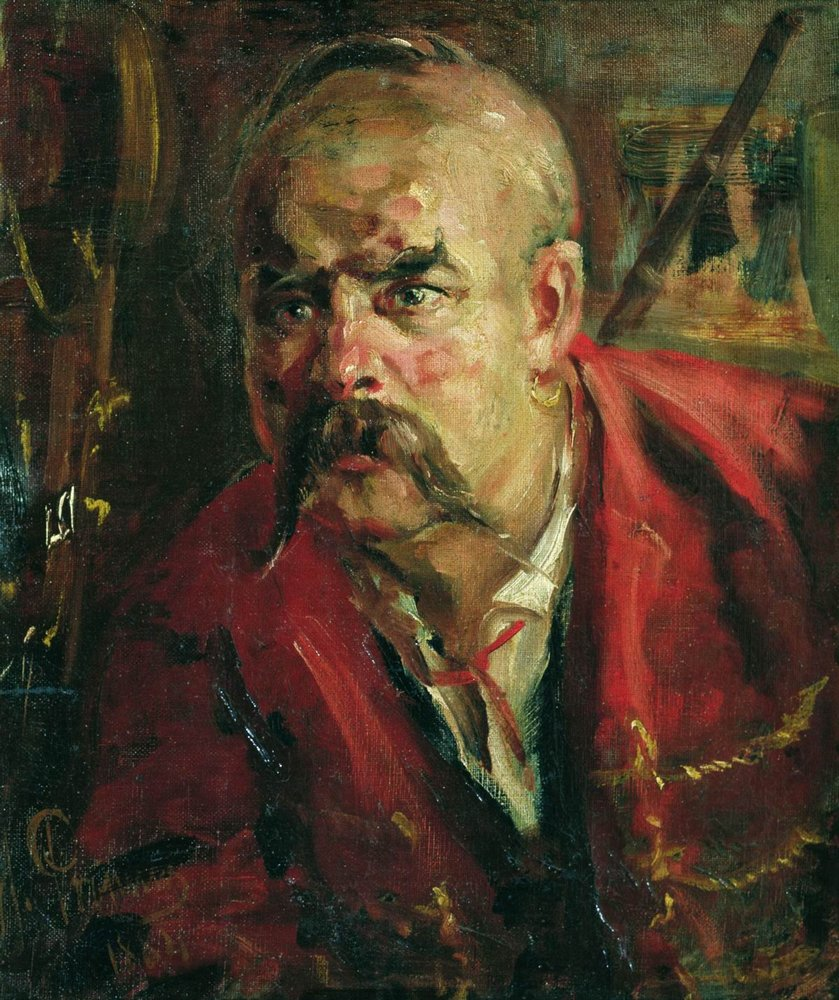
Retrato de un zaporogo, obra de Iliá Repin (1884).

El término zaporogo viene del idioma ucraniano za porohy (en ucraniano, за пороги) que significa "tras los rápidos". Hace referencia a aquellos siervos que escapaban a la estepa de la presión feudal introducida por la "szlachta" (aristocracia polaca). Fundaron la Sich de Zaporozhia, su campamento, fuera del alcance del gobierno polaco, en los rápidos del río Dniéper (en ucraniano, Дніпро́ві поро́ги - Dniprovi porohy). 

## Integrantes
La composición del grupo era básicamente de siervos ucranianos y bielorrusos escapados. Cuando el rey de Polonia quiso controlarlos, hizo un registro en el que aparte de nombres eslavos aparecen algunos tártaros, rumanos y de otras naciones e incluso el de un escocés. Aun así el grupo se desarrolló en torno al odio común a las incursiones de pillaje de los tártaros de Crimea en busca de esclavos para los mercados turcos, y a los polacos y su explotación agraria, identificándose con la Iglesia ortodoxa. Esta les consideraba como defensores contra las persecuciones de la Contrarreforma Católica —en todos sus campamentos y ciudades se erigieron iglesias de este rito y en su revueltas se perseguía a católicos y uniatas-católicos de rito ortodoxo a partir de 1595—. El grupo formó una jerarquía a la que progresivamente se sumaron miembros de la aristocracia ucraniana (ortodoxa, encaramándose a puestos de liderazgo como los "atamanes" (generales) más famosos: Petró Sahaidachny, Bogdán Jmelnytsky, Iván Mazepa y otros, cuyo origen a veces podía encontrarse en la Ucrania occidental (Galitzia y Volinia). Su formación en algunos casos pasó por manos de jesuitas y universidades de Alemania o Italia.

## Ideología
Los zaporogos se diferencian de los cosacos rusos por no aceptar otra autoridad que la de Dios mientras luchaban por su libertad contra la aristocracia polaca y rusa, las algaradas tártaras y la autoridad real (de Polonia y luego de Rusia).[cita requerida]

## Historia

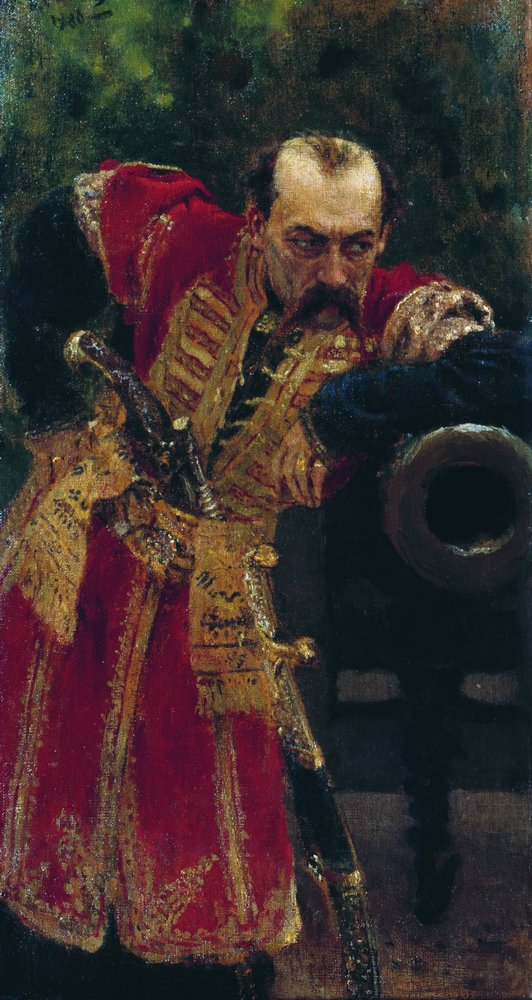
Retrato de un coronel zaporogo, obra de Iliá Repin (1880).

Pedro I y Catalina II de Rusia les combatieron y destruyeron, emigrando al Kubán unos y reintegrándose a la sociedad los otros. Muchos oficiales cosacos formarían la nueva aristocracia ucraniana. Es interesante como del grupo original aparecieron los "horodovi kozaky",[cita requerida] que eran cosacos de ciudad (muchos de ellos aristócratas) que complicaron los intereses del grupo[cita requerida] y a su vez introdujeron en el grupo una total representación de lo que era la sociedad ucraniana del siglo XVII.[cita requerida] Cuando este último grupo formó el Hetmanato Cosaco y aceptó la autoridad del zar, los zaporogos siguieron con su Estado aparte,[cita requerida] nutriéndose del descontento de la sociedad, siempre con un espíritu libre.
El Estado zaporogo creó una barrera entre la zona poblada del norte de Ucrania y los ataques de los tártaros de Crimea. Una muestra del espíritu de revuelta es la unión de éste con el Hetmanato cada vez[cita requerida] que el último se alzaba contra el Zar (caso de Mazepa). Esto se contrapone a los cosacos ucranianos de la "Slobozhánschyna", que desde su fuga ante los polacos[cita requerida] acataron la autoridad del Zar.